# 기예르모 델 토로의 호기심의 방
《기예르모 델 토로의 호기심의 방》(영어: Guillermo del Toro's Cabinet of Curiosities)은 넷플릭스에서 2022년 10월부터 방영된 미국의 공포 옴니버스 드라마이다. 총 8부작으로 구성되며, 10월 25일부터 28일까지 나흘간 매일 2편씩 공개됐다.